# (1299) Mertona
(1299) Mertona ist ein Asteroid des Hauptgürtels, der am 18. Januar 1934 vom französischen Astronomen Guy Reiss in Algier entdeckt wurde.
Der Asteroid wurde zu Ehren des englischen Astronomen Gerald Merton benannt.